# Back on 74
«Back on 74» — песня британской электронной группы Jungle. Она была выпущена 28 июля 2023 года независимыми лейблами Caiola и AWAL в качестве четвёртого и последнего сингла из их альбома Volcano (2023). Она была написана участниками Jungle Джошем Ллойдом и Томасом Макфарландом и их новой участницей Лидией Китто и спродюсирована Ллойдом. Она достигла топ-40 в Великобритании и Новой Зеландии. Трек и его видео стали вирусными на TikTok в конце 2023 и начале 2024 года, чему также способствовало выступление на церемонии вручения премии Brit Awards 2024. Позже трек был номинирован на премию Ivor Novello Award за лучшую современную песню в четверг 23 мая 2024 года.
Постановщик хореогорафии клипа Шей Латуколан получил премию за «Лучшую хореографию в видео» на UK Music Video Awards 2023.

## История
Джош Ллойд сказал, что трек был написан о вымышленном месте, где человек вырос и о котором у него остались «приятные воспоминания»: «74 — это вымышленное место, но для нас это как 74-я авеню или 74-я улица или что-то в этом роде, где в своём воображении или в детстве вы играли на улице. Вы вернулись в это место, и оно вызывает у вас действительно ностальгическое чувство, но все уже не совсем то же самое».

## Музыкальное видео
Интерактивное видео на песню, снятое Джошем Ллойдом и Чарли Ди Плачидо, было выпущено в июле 2023 года, а в стандартной версии оно было опубликовано на YouTube в следующем месяце. Хореографию видео поставил голландский танцор Шей Латуколан.
За видео для вирусного хита «Back on 74» он выиграл премию за «Лучшую хореографию в видео» на UK Music Video Awards 2023.
Ролик снят одним дублем (one-shot videos) с хореографией Шея Латуколана и выступлениями постоянных танцоров в видео Jungle, с отличительной эстетикой и изящной операторской работой Гэри Кента (Steadicam) и дизайнера Наташи Дурсмаа (Natasha Dursmaa, Director of Photography). Трек и его видео стали вирусными на TikTok в конце 2023 года. «Back on 74» добился успеха благодаря простоте, сильным визуальным эффектам и безупречной атмосфере. В одном запоминающемся кадре из видео группа танцоров во главе с Уиллом Уэстом, следует за беззаботно знойной танцовщицей Метте Линтури (Mette Linturi). В тик-токе хэштегг «#Backon74» имел к октябрю 2023 года более 140 млн последователей, некоторые из которых сравнивали танцы в клипе с классическими работами Боба Фосса. В интервью Los Angeles Times хореограф «Back on 74» Шей Латуколан рассказал, что на самом деле его вдохновлял не Фосс, а Майкл Джексон, а также The Supremes и The Temptations. В целом Латуколан рассказал, что его самым большим вдохновением была «музыка».

## Живые выступления
2 марта 2024 года группа Jungle вместе с танцевальным коллективом выступили на O2 Арене в Лондоне во время церемонии вручения премии Brit Awards 2024, где группа получила премию в категории «Лучшая британская группа».
15 сентября 2023 года группа исполнила «Back on 74» в студии американской радиостанции KEXP-FM (Сиэтл, США). 6 апреля 2024 года выступили в британском шоу Джонатана Росса (The Jonathan Ross Show). Также группа исполнила песню на фестивале Гластонбери (в июле 2024 года) и 31 декабря 2024 года в шоу с участием Райана Сикреста (Dick Clark’s New Year’s Rockin’ Eve).

## Коммерческий успех
«Back on 74» достиг 4-го места в танцевальном чарте Billboard Hot Dance/Electronic Songs, 5-го места в Австралии и 2-го места в британском чарте независимых лейблов UK Indie Chart.

## Чарты

### Еженедельные чарты
| Чарт (2023—2024)                             | Высшая позиция |
| -------------------------------------------- | -------------- |
| Австралия (ARIA)                             | 49             |
| Австралия Dance (ARIA)                       | 5              |
| Мир (Billboard Global 200)                   | 127            |
| Ирландия (IRMA)                              | 31             |
| Литва (AGATA)                                | 50             |
| Нидерланды (Single Top 100)                  | 60             |
| Новая Зеландия (Recorded Music NZ)           | 31             |
| Португалия (AFP)                             | 165            |
| Швеция Heatseeker (Sverigetopplistan)        | 11             |
| Швейцария (Schweizer Hitparade)              | 70             |
| Великобритания (OCC UK Singles)              | 19             |
| Великобритания (OCC UK Indie)                | 2              |
| США (Billboard Bubbling Under Hot 100)       | 10             |
| США (Billboard Hot Dance/Electronic Songs)   | 4              |
| США (Billboard Hot Rock & Alternative Songs) | 14             |

### Годовые итоговые чарты
| Чарт (2023)                                | Позиция |
| ------------------------------------------ | ------- |
| США Hot Dance/Electronic Songs (Billboard) | 45      |

| Чарт (2024)                                  | Позиция |
| -------------------------------------------- | ------- |
| Австралия Dance (ARIA)                       | 11      |
| Великобритания UK Singles (OCC)              | 89      |
| США Hot Dance/Electronic Songs (Billboard)   | 16      |
| США Hot Rock & Alternative Songs (Billboard) | 72      |

## Сертификации
| Регион                                                                      | Сертификация | Продажи   |
| --------------------------------------------------------------------------- | ------------ | --------- |
| Австралия (ARIA)                                                            | Платиновый   | 70 000    |
| Дания (IFPI Danmark)                                                        | Золотой      | 45 000    |
| Франция (SNEP)                                                              | Золотой      | 100 000   |
| Нидерланды (NVPI)                                                           | Золотой      | 46 500    |
| Новая Зеландия (RMNZ)                                                       | Платиновый   | 30 000    |
| Испания (PROMUSICAE)                                                        | Золотой      | 30 000    |
| Великобритания (BPI)                                                        | Платиновый   | 600 000   |
| США (RIAA)                                                                  | Платиновый   | 1 000 000 |
| Данные о продажах + прослушиваниях приведены только на основе сертификации. |              |           |